# Goriška (grofija)
Goriška (oziroma Goriško-Gradiška) je bila ena izmed grofij v Svetem rimskem cesarstvu

## Zgodovina
Zgodovinska pokrajina Goriška se je začela oblikovati s prihodom Slovanov na območje vzhodne Furlanije. Slovansko prodiranje na zahod proti Padski nižini se je ustavilo ob t. i. Furlanskem limesu, verigi utrdb, ki so bile postavljene od Karnijskih Alp na severu do Jadranskega morja na jugu. Slovani so ustanovili prve stalne naselbine na tem področju: Gorico, Gradišče ob Soči, Gradež in druge. 
Med 7. in 8. stoletjem so Slovani poselili celotno področje Krasa, vse do Furlanske nižine, kar je vzpostavilo etnično mejo med slovanskim in romanskim življem, ki se je v veliki meri ohranila vse do današnjih dni. Poskus Slovanov, da bi prodrli še dalje na zahod, v Padsko nižino, se je verjetno končal po njihovem porazu z Langobardi v bitki pri Lauriani leta 720. Najverjetneje so Slovani na tem področju že v tej dobi vzdrževali tesne stike s sosednjima slovanskima kneževinama, Karantanijo na severu in  Karniolo na vzhodu.
Goriška grofija je nastala kot posebna politična enota na začetku 12. stoletja. Prvi znani pripadnik rodbine Goriških grofov, Majnhard I., se prvič omenja kot goriški grof leta 1117, o njegovem izvoru pa ni veliko znanega. Za njegov vzpon in začetek vladavine Majnhardincev so verjetno zaslužni tesni stiki te družine z Oglejskim patriarhatom, ki je Goriškim omogočil dedno posest na več področjih v Furlaniji in Istri, ter jim tudi podelil samo Gorico kot sedež njihovega rodu.
Goriški so svojo oblast sčasoma razširili tudi na Tirolsko. V 13. stoletju sta si brata Majnhard II. in Albert razdelila posesti družine. Majnhard je zadržal Tirolsko grofijo, Albert pa je obdržal družinski grad v Gorici in druga ozemlja Goriške grofije, kakor tudi posesti v Istri, Furlaniji ter na  Koroškem.  Obe veji Goriških sta šli v naslednjih stoletjih vsaka svojo pot: tirolska veja je med letoma 1286 in 1335 poleg Tirolske vladala tudi na Koroškem. Po izumrtju tirolske veje je 1363 njihove posesti prevzel Rudolf IV. iz hiše Habsburžanov.
Goriška grofija je postala del Habsburškega gospostva v letu 1500, ko je brez dediča umrl zadnji goriški grof Leonhard. Druga linija Goriških pa se je obdržala in v naslednjih stoletjih priključila svojim posestvom tudi obsežna ozemlja na severu (vzhodna Tirolska), na jugu pa skoraj do jadranske obale. Vladavina Habsburžanov je bila za kratek čas prekinjena v letih 1508-1509, ko so si Goriško priključili Benečani. Leta 1647 so od Goriške grofije odcepili svojo posest grofje Eggenbergi in ustanovili lastno grofijo Gradiško s sedežem v Gradišču ob Soči. Leta 1754 se je Gradiška ponovno združila z Goriško grofijo in je tako nastala nova Poknežena grofija Goriška in Gradiška.